# Keramikum
Das Keramikum (Eigenschreibweise KERAMIK.UM) ist ein Museum für Keramik in Fredelsloh (Niedersachsen).

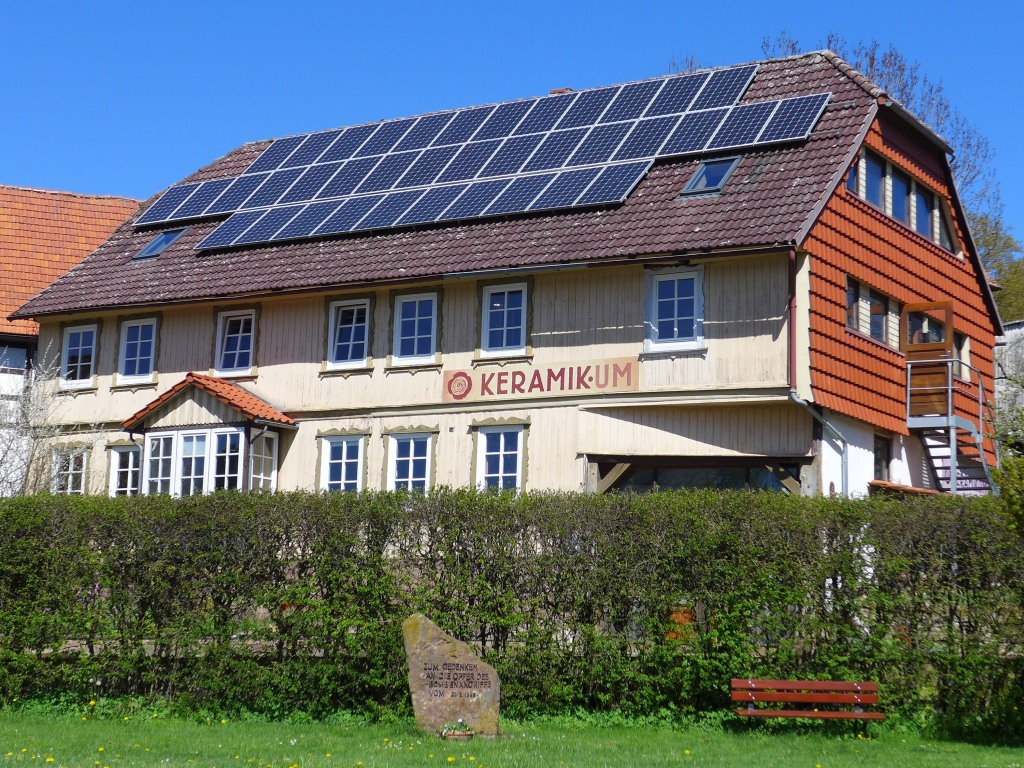
Museum

Das Museum bietet anhand von Ausstellungsstücken einen zeitlichen Überblick zur Verwendung von Keramik in der Geschichte der Menschheit. Zum Bestand gehören auch jahrhundertealte Stücke, wie von Petra Lönne bestätigt wurde. Zudem wird auf die Linienbandkeramik eingegangen.

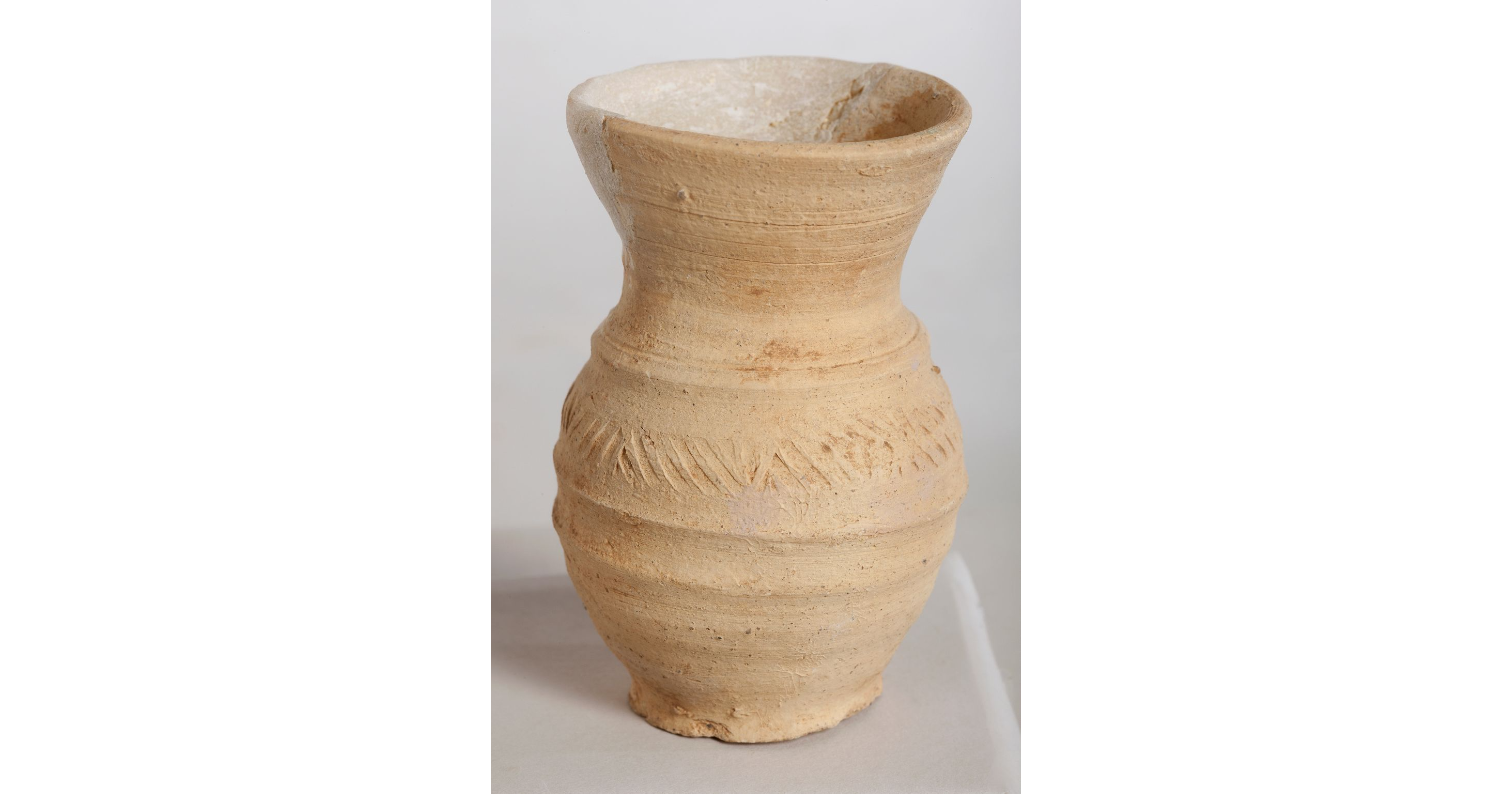
Im Museum Keramikum: Becher, Fundstück aus Irdenware 12./13. Jh

Von den verschiedenen keramischen Massen behandelt dieses am östlichen Solling gelegene Museum vorwiegend die Klasse Irdengut, während die keramische Klasse Porzellan in dem am westlichen Solling gelegenen Museum Schloss Fürstenberg präsentiert wird.
Das Gebäude besteht aus zwei Stockwerken und hat eine Werkstatt für Töpferei.